# Spirometra janickii
Spirometra janickii е плосък паразитен червей. Локализира се в тънките черва на крайните гостоприемници каквито са фелиди и каниди. Хората могат да бъдат междинни и крайни гостоприемници. Заболяването причинено от инвазията на представители от рода се нарича спарганоза. Междинни гостоприемници са дребни гръбначни животни.

## Жизнен цикъл
Отделените с фекалиите яйца попадат във външната среда. Тук за около 2-3 седмици се излюпват ларви наречени корацидии. Те попадат в междинните гостоприемници. В тях се развива следващата ларвна форма наречена плероцеркоид. Крайните гостоприемници се заразяват като консумират заразени с плероцеркоиди гръбначни. В тях цестодите достигат полова зрялост и живеят с години.